# Bakt
Bakt – coroczny trybut nałożony na Nubię, dostarczany muzułmańskim władcom Egiptu. Arabskie słowo bakt pochodzi prawdopodobnie od łacińskiego słowa pactum, przyjętego za pośrednictwem greki hellenistycznej. O istnieniu baktu wiemy ze źródeł muzułmańskich. Nubia rokrocznie dostarczała Egiptowi liczbę 360 niewolników. Czarni niewolnicy zwani w średniowiecznej Europie as-Sudan byli z kolei ważnym elementem armii egipskiej już w czasach Fatymidów. Nubia była jedynie kanałem (krajem tranzytowym) nie źródłem ich dostarczania. Z upływem lat traktat był uzupełniany nowymi szczegółami, budzącymi na ogół pewne zastrzeżenia. 